# Messidoro

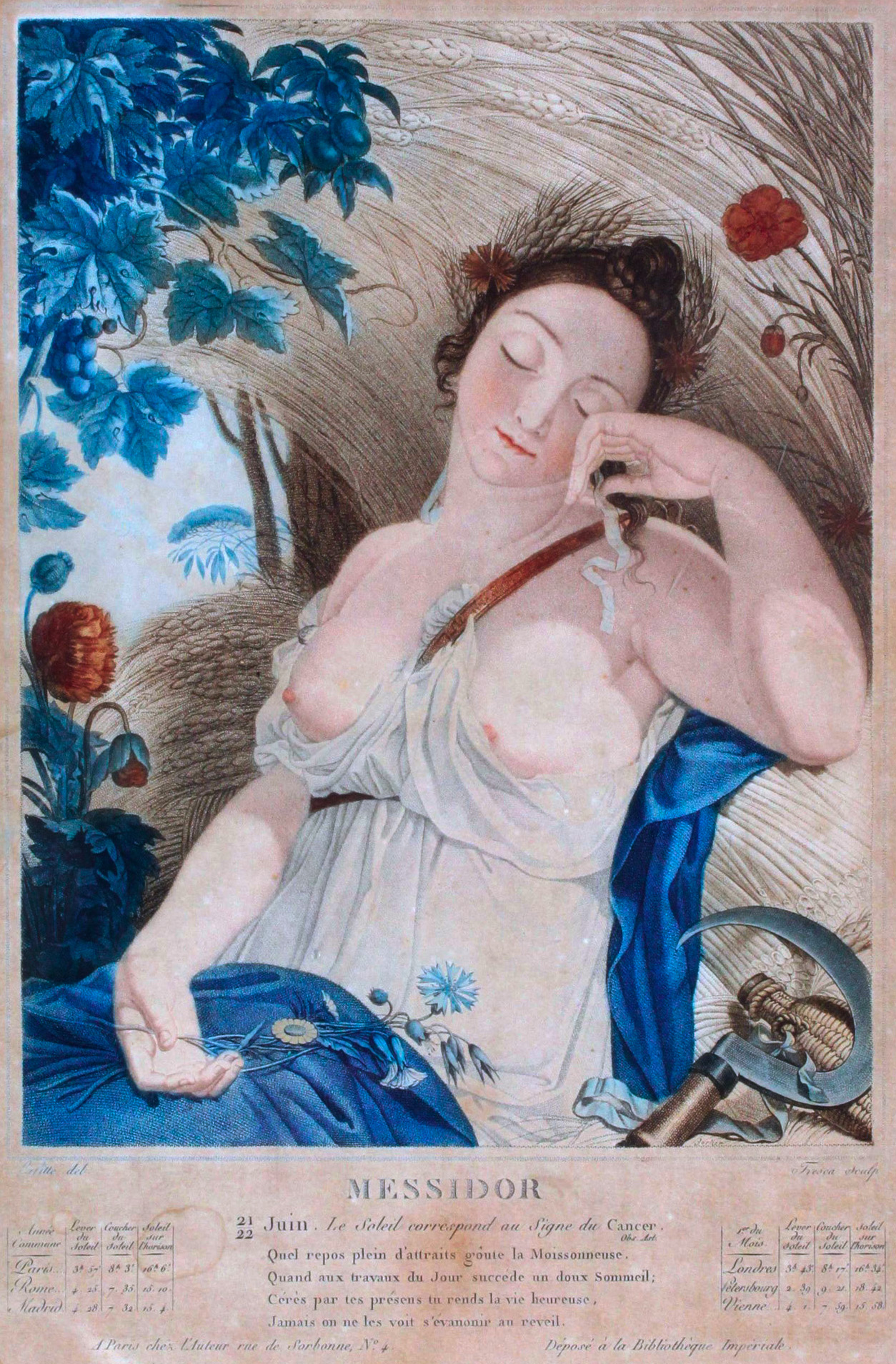
Louis Lafitte: Allegoria di Messidoro

Il mese di messidoro (in francese: messidor) era il decimo mese del calendario rivoluzionario francese e corrispondeva (a seconda dell'anno) al periodo compreso tra il 19/20 giugno e il 18/19 luglio nel calendario gregoriano. Era il primo dei mois d'été (mesi d'estate); seguiva pratile e precedeva termidoro.
Il messidoro deve la sua etimologia 
(Fabre d'Églantine)
 secondo i termini del rapporto presentato alla Convenzione nazionale il 3 brumaio anno II (24 ottobre 1793) da Fabre d'Églantine, in nome della "commissione incaricata della stesura del calendario".

## Tabella dei nomi dei giorni
Come tutti i mesi del calendario repubblicano francese, il messidoro era composto da 30 giorni e suddiviso in tre decadi. Ogni giorno aveva un nome proprio, tratto dal nome di una pianta, tranne il quinto (quintidì) e decimo (decadì) giorno di ogni decade, che aveva rispettivamente il nome di un animale e quello di un oggetto per l'agricoltura.
|          | 1ª decade | 1ª decade            | 2ª decade | 2ª decade                     | 3ª decade | 3ª decade             |
| Primidì  | 1.        | Seigle (Segale)      | 11.       | Coriandre (Coriandolo)        | 21.       | Menthe (Menta)        |
| Duodì    | 2.        | Avoine (Avena)       | 12.       | Artichaut (Carciofo)          | 22.       | Cumin (Cumino)        |
| Tridì    | 3.        | Oignon (Cipolla)     | 13.       | Giroflée (Violacciocca rossa) | 23.       | Haricot (Fagiolo)     |
| Quartidì | 4.        | Véronique (Veronica) | 14.       | Lavande (Lavanda)             | 24.       | Orcanète (Alcanna)    |
| Quintidì | 5.        | Mulet (Mulo)         | 15.       | Chamois (Camoscio)            | 25.       | Pintade (Faraona)     |
| Sestidì  | 6.        | Romarin (Rosmarino)  | 16.       | Tabac (Tabacco)               | 26.       | Sauge (Salvia)        |
| Settidì  | 7.        | Concombre (Cetriolo) | 17.       | Groseille (Ribes)             | 27.       | Aïl (Aglio)           |
| Ottidì   | 8.        | Échalotte (Scalogno) | 18.       | Gesse (Cicerchia)             | 28.       | Vesce (Veccia)        |
| Nonidì   | 9.        | Absynthe (Assenzio)  | 19.       | Cerise (Ciliegia)             | 29.       | Blé (Grano)           |
| Decadì   | 10.       | Faucille (Falcetto)  | 20.       | Parc (Ovile)                  | 30.       | Chalémie (Ciaramella) |

## Tabella di conversione
| I. | II. | III. | IV. | V. | VI. | VII. |

| giugno | 1793 | 1794 | 1795 | 1796 | 1797 | 1798 | 1799 | luglio |

| I. | II. | III. | IV. | V. | VI. | VII. |

| giugno | 1793 | 1794 | 1795 | 1796 | 1797 | 1798 | 1799 | luglio |

| VIII. | IX. | X. | XI. | XII. | XIII. |

| giugno | 1800 | 1801 | 1802 | 1803 | 1804 | 1805 | luglio |

| VIII. | IX. | X. | XI. | XII. | XIII. |

| giugno | 1800 | 1801 | 1802 | 1803 | 1804 | 1805 | luglio |